# 青藏薹草
青藏薹草（学名：Carex moorcroftii）为莎草科薹草属的植物。分布于锡金以及中国大陆的西藏、青海、四川西部等地，生长于海拔3,400米至5,700米的地区，一般生长在高山草甸、湖边草地、高山灌丛草甸和低洼处，目前尚未由人工引种栽培。